# 보존제
보존제(영어: preservative) 또는 방부제(防腐劑)는 미생물 증식이나 원하지 않는 화학적 변화로 인한 부패를 방지하기 위해, 음식, 의약품, 페인트, 생물학적 샘플, 목재 등과 같은 제품에 첨가되는 물질로서, 자연적으로 존재하거나 화학적으로 합성된다.
보존제는 그 기원에 따라 두 가지 종류로 구분된다. 첫 번째는 천연 방부제로서, 자연적으로 존재하며, 일상적으로 접하는 물질로 제1종 보존제(class I preservative)라고도 한다. 그 예로는 소금, 꿀, 목재를 태울 때의 연기가 있다. 두 번째는 합성 보존제로서, 화학적으로 합성되어 제조되며, 제2종 보존제(class II preservative)라고도 한다.

## 같이 보기
- 방부제
- 살균제